# 星の王子くん
『星の王子くん Le prince de l'Etoile』は、2011年1月28日にLeafより発売されたアダルトゲームである。今作は外注スタッフを採用しており、同社『Routes』のシナリオ担当の永田和久と『鎖 -クサリ-』の原画担当のQP:flapperが担当している。同社の作品には珍しく今作はよりコメディ部分を主体した作品となっている。

## ストーリー
星の王子くんこと美少年である星野王子は、毎日寝起きを襲われたり、抱きつかれたり、取り合いをされたり、友達の女の子5人からの猛烈なラブコールを受ける。そんな友人の男子4人と女子5人の中で自分だけが大変な目にあう日常に加え、様々な試練が巻き起こっていく。

## 登場人物

### 主人公
星野 王子（ほしの おうじ）
主人公。普通の好青年であるが美少年であり、天然のような性格で日々、様々な騒動に巻き込まれる。微笑むその顔は、ぷりん達から「麻薬のような中毒性」と言われている。

### メインヒロイン
甘夏 ぷりん（あまなつ ぷりん）
お好み焼き屋「コテコ亭」の看板娘。親譲りの下町気質で何事にも特攻精神。毎朝主人公を起こしに行っているほか、主人公に自分のお好み焼き作りの腕の向上のため試作品である様々な「すごい おこのみ」を食べさせている。
葵 りんご（あおい りんご）
全世界に展開している大企業AOIグループの若きCEO。少々わがままな性格だが、頭の切れと人望で社員に信頼をされている。その性格で主人公をはじめ、その友人たちを取り仕切っている。
葉加瀬 ちの（はかせ ちの）
葉加瀬 博士によって作られた人工個性（Artificial Individuality）であるメイドロボ。いつもは普通の女の子と変わらないが、意思により様々な機械や電化製品に変わることができる。
神乃 こころ（かみの こころ）
保健委員。神秘的なキャラで、動物と話すことができる（らしい）。そのダイナマイトなボディで王子を始め、みんなの目を引いている。他のキャラに比べて主人公の取り合いには少し中立的な方だ。
ユーリ・ゴローニン
日本人とロシア人のハーフ。元気な性格で持ち前の運動能力を生かし多くのことを自分の腕力で解決しようとする。見た目は女の子に見えるが実は男の娘。

### サブキャラクター
田中 ヴァレンティーノ（たなか ヴァレンティーノ）
日本人とイタリア人のハーフ。顔ともちまえのセンスは最高だが、何事にも面倒で臆病な性格なのでみんなから「ヘタレンティーノ」や「ヘタレナカ」と呼ばれている。
吉良 実（きら みのる）
名門・吉良家の御曹司、顔は良いが少し古い考えと未熟な刀の腕が玉にきず。愛刀「頑岩銃(がんがんがん)」をいつも離さず所有している。
番場 寿昭（ばんば としあき）
ぽっちゃりとしたボディで見た目のとおりネットやフィギュアが大好きなオタク。その専門的な知識と行動力、集中力を生かして、王子たちとの会話に入っている。
星野しずく
王子の母親。世界的に有名なアクセサリー関係のプロデューサーで世界を股に掛けて活躍している。学生時代の同期や知り合いにも著名人たちが多く、色々なコネがある。王子を溺愛し、家にいる間は毎朝王子の寝室に潜り込み誘惑するほど。王子には「ママ」もしくは「しずくさん」と呼ばせており、「お母さん」などと呼ぶと逆に泣く。
北条瞳
王子達の通う学校の保健の先生。145cm34歳のマニアック・スペックで男子生徒を悩殺(のうごろし)している。しょっちゅう部屋を開けてサボっている。

#### 甘夏家
ぷりんの家族で、町内でも有名なお好み焼き屋「コテコ亭」を営む。
甘夏 大将（あまなつ たいしょう）
ぷりんの父親で「コテコ亭」の店主。江戸弁を話す生粋の江戸っ子で、腕一本で屋台からはじめたコテコ亭を有名なお好み焼き屋までに繁盛させた。頑固な職人気質な性格の持ち主で、跡を継ぎたいと修行しているぷりんにも厳しいが筋を通す良い父親。王子の事はぷりんにはもったいないほどの好青年だと認めている。
甘夏 あんこ
ぷりんの母親。ぷりんから「お母さん」もしくは「おかん」と呼ばれている。威勢の良い性格の持ち主でコテコ亭の経営面を取り仕切っている。王子の事は夫・大将同様認めている。
甘夏 くりーむ
ぷりんの妹で小学生。王子とぷりんの恋を応援している。
甘夏 まめ
ぷりんの祖母で大将の実母。のんびりとした性格で、ぷりん達家族の事を陰ながら見守っており、時としてぷりんの相談にも乗っている。

#### AOI超有能・秘書チーム「ジーニアス」
葵 りんごを補佐するAOIグループの秘書チーム。作中で名前の確認できるジーニアスメンバーのコードネームはMac OS Xのコードネームと一致している。
タイガー
ジーニアスのリーダーで、長身に筋肉質な体型と傷跡のあるスキンヘッドにゴツイ顔からヤクザも避けて通るほどの威圧感があるが根はいい人で、主にりんごの周辺警護を担当している。ヴェトナムで活躍したことや明治の頃に生きていたことを仄めかしているが実際の所は不明。
ジャガー
ジーニアス紅一点の女性。仲の良い者からは「ミック」の愛称で呼ばれる事も。マネージメントに精通し、りんごの経営面での右腕として従っている。レパードに好意を持っている。
チータ
ジーニアスでは一番年下の若者。外国の激戦区で生まれ育ち、死と隣り合わせの毎日を過ごしていた過去を持つ。ジーニアスのメンバーを「家族」として大事に思い、主であるりんごの為なら死をも厭わない覚悟を持っている。
パンサー
ジーニアスの一員。作中、海外で活動中。
ピューマ
ジーニアスの一員。作中、海外で活動中。
レパード
ジーニアスの一員。白衣を纏った男性で、主に調査関係を担当している。ジャガーに好意を持っている。

#### 博士関係者
葉加瀬博士（はかせ はかせ）
ちの達人工個性三姉妹の生みの親で、主に工学関係の発明ばかりしている自称マッドサイエンティスト。常に探求と開発を求めて日々発明に没頭し、その気になれば常識を無視するほどの発明品を作る。
リズ
人工個性三姉妹の次女で、ナースガールの格好をしている。大人しい性格をしている。
アン
人工個性三姉妹の末妹。バニーガールの格好をしている。男勝りな性格をしている。
フンバルト
ドイツのマッドサイエンティストで博士のライバル。博士同様探求と開発を求め日々開発、研究に没頭している。

## スタッフ
- シナリオ：永田和久
- 原画：QP：flapper

## 主題歌
OP「恋の試練」
作詞：須谷尚子 / 作曲：石川真也 / 編曲：衣笠道雄 / 歌：津田朱里
ED「半分コ」
作詞：須谷尚子 / 作曲・編曲：衣笠道雄 / 歌：津田朱里